# Доктор Ху (6. серијал)
Шести серијал британског научнофантастичног програма Доктор Ху приказан је у два дела. Првих седам епизода емитовано је од априла до јуна 2011. године, почевши од „Немогућег астронаута” до завршнице из средине серијала „Добар човек иде у рат”. Преосталих шест епизода емитовано је од августа до октобра, почевши од „Хајде да убијемо Хитлера” и завршавајући „Венчањем Ривер Сонг”. Главном серијалу је претходила „Божићна прича”, божићни специјал из 2010. године. Серијал је водио главни сценариста и извршни продуцент Стивен Мофат заједно са извршним продуцентима Бет Вилис и Пирсом Венгером. Сен Воленберг, Маркус Вилсон и Дениз Пол били су продуценти. Серијал је био шести који је емитован након оживљавања програма 2005. године, након што је класична ера емитована између 1963. и 1989. године, и укупно је тридесет друга сезона.
У серијалу је глумио Мет Смит као једанаеста инкарнација Доктора, ванземаљског Господара времена који путује кроз време и простор у свом ТАРДИС-у, свемирском броду чија спољашњост подсећа на британску полицијску кутију. Такође су глумили Карен Гилан и Артур Дарвил као његови сапутници, младенци Ејми Понд и Рори Вилијамс. Алекс Кингстон се такође вратила као Ривер Сонг, тајанствена жена из Докторове будућности за коју се кроз серијал открива да је Ејмина и Роријева ћерка Господарица времена и Докторова супруга. Поред Ривер, серијал наставља приче из петог серијала, пре свега Тишину и узрок експлозије ТАРДИС-а у „Великом праску”.

## Улоге

### Главне
- Мет Смит као Једанаести Доктор
- Карен Гилан као Ејми Понд
- Артур Дарвил као Рори Вилијамс

### Епизодне
- Алекс Кингстон као Ривер Сонг (епизоде 1−2, 7−8, 12−13)

## Епизоде
Овај серијал је био први који је укључивао паузу за емитовање средином сезоне од 18. сезоне, са дванаест недеља између емитовања епизода „Добар човек иде у рат” и „Хајде да убијемо Хитлера”.
| Специјал |    |                            |                 |                |                     |      |       |
| 74 | —  | „Божићна прича”            | Тоби Хејнс      | Стивен Мофат   | 25. децембар 2010.  | 2.Х  | 11,11 |
| Свемирски брод на коме се налазе 4.000 људи, међу којима су Ејми Понд и Рори Вилијамс на свом меденом месецу, бива ухваћен у наелектрисаном облаку. Једанаести Доктор, којег је позвала Ејми, слеће на планету испод и открива да атмосферу контролише шкрти Казран Сардик који одбија да дозволи да брод безбедно слети. Доктор се враћа у Казранову младост и покушава да промени његову прошлост како би га учинио љубазнијим, проводећи време у авантурама са младим Казраном и младом женом по имену Абигејл, која је пуштена из криогене коморе док њене певачке способности смирују ајкуле које насељавају атмосферу. Међутим, Абигејл је боловала од неизлечиве болести, а Казран одраста огорчен јер је не може поново пустити или ће умрети, али, Доктор показује Казрановом млађем себи шта би он постао и он одлучује да пусти брод. Нажалост, Казранова личност се превише променила да би контроле атмосфере могле да га препознају, а Доктор мора да убеди Казран да пусти Абигејл како би она могла да пева и смири атмосферу, а њих двоје уживају у последњим заједничким тренуцима.                                                      |    |                            |                 |                |                     |      |       |
| Први део |    |                            |                 |                |                     |      |       |
| 75 | 1  | „Немогући астронаут”       | Тоби Хејнс      | Стивен Мофат   | 23. април 2011.     | 2.1  | 8,86  |
| Ејми, Рори и Ривер Сонг добијају позивнице за састанак у пустињи у Јути где налазе Доктора, који тврди да је скоро 200 година старији него када су га последњи пут видели и каже да ће их одвести у „Свемир: 1969”. Док вечерају поред језера Силенсио, сведоче како непозната фигура у свемирском оделу убија Доктора, а затим их налази старац по имену Кантон Еверет Делавер III који је такође добио позивницу. Они срећу млађу верзију Доктора који је такође био позван и слећу у Овалну собу 1969. године, где председник Ричард Никсон ангажује да помогну млађој верзији Кантона у спасавању престрављене девојчице од мистериозног човека из свемира. Доктор је прати до складишта на Флориди где почињу да истражују, несвесни да се у том складишту налазе створења на која забораве када одврате поглед. Након што Ејми каже Доктору да је трудна, девојчица се појављује у свемирском оделу и Ејми пуца на њу. |    |                            |                 |                |                     |      |       |
| 76 | 2  | „Дан Месеца”               | Тоби Хејнс      | Стивен Мофат   | 30. април 2011.     | 2.2  | 7,30  |
| Ејмин погодак је промашио и она, Рори и Ривер проводе три месеца у потрази за створењима, Тишинама, док су Доктор и ТАРДИС задржани у Области 51. Група се поново уједињује и расправља о Тишинама, које су пронађене широм Америке и које имају способност да усађују пост-хипнотичке сугестије у људе. Ејми и Кантон посећују сиротиште у коме је девојчица држана. Ејми проналази своју слику са бебом у соби за девојчицу пре него што је Тишина отме. Кантон рани Тишину у Докторовом затвору и снима како му се руга, „требало би да нас све убијеш првом приликом.” Доктор прати Ејми у бази Тишина и показује им директан пренос слетања на Месец. Он укључује Кантонов снимак Тишине у пренос, налажући свим људима да нападну Тишине. Касније, Ејми каже Доктору да се плашила да ће путовање ТАРДИС-ом утицати на могући развој њеног детета; Ејми пориче да је заправо трудна, али Доктор покреће скенирање. Шест месеци касније у Њујорку, једна девојчица умире, али открива да може да се регенерише. |    |                            |                 |                |                     |      |       |
| 77 | 3  | „Проклетство црне тачке”   | Џереми Веб      | Стивен Томпсон | 7. мај 2011.        | 2.9  | 7,85  |
| Пратећи сигнал за помоћ, ТАРДИС слеће на гусарски брод из 17. века којим командује капетан Хенри Ејвери чију посаду терорише створење налик на сирену које обележава чланове посаде црним тачкама када су повређени, а затим их наизглед дезинтегрише. Рори добија посекотину, а Ејми и Доктор га држе даље од Сирене. Откривши да Сирена користи рефлексију као портал, ослобађају брод било каквих рефлектујућих површина. Када Рорија и капетановог сина Тобија ухвати Сирена, Доктор, Ејми и Ејвери се убоду и Сирена их телепортује у невидљиви ванземаљски свемирски брод који заузима исто место као и гусарски брод. Тамо проналазе болницу у којој се држе Рори и Тоби. Ејми и Доктор одвајају Рорија са апарата за одржавање живота и Ејми изводи реанимацију да би га оживела. |    |                            |                 |                |                     |      |       |
| 78 | 4  | „Докторова супруга”        | Ричард Кларк    | Нил Гејмен     | 14. мај 2011.       | 2.3  | 7,97  |
| Сигнал опасности од Господара времена шаље Доктора, Ејми и Рорија ван универзума на сметлиште на једном астероиду. Тамо упознају чудне мештане — Тетку, Ујака, Уда познат као Нећак и узбуђену жену по имену Идрис, коју изгледа привлачи Доктор. Интелигенција под називом „Кућа” контролише астероид. Доктор открива да су други Господари времена намамљени на астероид и убијени како би се Кућа могла хранити енергијом. Након што сазна да је Доктор последњи Господар времена, Кућа преузима ТАРДИС како би побегла у регуларни универзум, са Ејми и Роријем заробљеним унутра. Доктор сазнаје да је Кућа заробила личност ТАРДИС-а унутар Идрис, због чега њено тело брзо пропада. Њих двоје одлучују да направе импровизовани ТАРДИС од отпадака на отпаду како би пратили Ејми, Рорија и Кућу. Док се материјализују унутар ТАРДИС-а, Идрис ослобађа ТАРДИС-ову матрицу, уништавајући Кућу и ослобађајући ТАРДИС. |    |                            |                 |                |                     |      |       |
| 79 | 5  | „Побуњеничко месо”         | Џулијан Симпсон | Метју Грејем   | 21. мај 2011.       | 2.5  | 7,35  |
| Ухваћен у „соларном цунамију”, ТАРДИС се руши на манастир из 22. века који је претворен у фабрику за пумпање смртоносне киселине са острва. Посада фабрике, на челу са Мирандом Кливс, ствара двојнике (познате као „Ганџери”) од себе користећи саморепликачку течност познату као Месо, којима могу безбедно да обављају опасне дужности и послове за једнократну употребу. Кливсова одбија да послуша Докторово упозорење о соларној олуји док не добије званична наређења. Доктор покушава да искључи соларни конектор, али електрични удар доводи све у несвест и доводи до тога да Ганџери из посаде постану свесни, и они планирају да убију људе. Док Доктор тера људе на сигурно место у манастиру, Рори одлази да пронађе Џенифер коју отуђени Ганџер лови. У капели, Ејми и Доктор откривају „меснату” варијанту Доктора. |    |                            |                 |                |                     |      |       |
| 80 | 6  | „Скоро људи”               | Џулијан Симпсон | Метју Грејем   | 28. мај 2011.       | 2.6  | 6,72  |
| Ејми не верује „меснатој” верзији Доктора, али јој случајно открије о његовој будућој смрти на језеру Силенсио. Џениферин Ганџер, који води рат против људи, убија свог човека и ствара још једног Ганџера, манипулишући Роријем да затвори људе у складиште киселине. Докторов Ганџер убеђује Ганџере да ослободе људе, али их прогања Џениферин Ганџер која се преобратила у чудовиште. Доктор открива да Ејми заправо није веровала првој верзији њега, а његов Ганџер и Кливсин Ганџер остају да униште чудовиште. Ејми почиње да доживљава контракције, а Доктор објашњава да она почиње да се порађа и да ју је заменио Ганџер којег она стварно контролише. Он дезинтегрише њен облик од Меса и она се буди у свом правом телу потпуно трудна у белој цеви, надгледана од стране „Даме са повезом на оку”, која јој даје упутства да „гура”. |    |                            |                 |                |                     |      |       |
| 81 | 7  | „Добар човек иде у рат”    | Питер Хоур      | Стивен Mофат   | 4. јун 2011.        | 2.7  | 7,51  |
| Доктор окупља војску и он и Рори се инфилтрирају у астероидну базу Димонс Ран, где је Ејми заточена, а њено новорођено дете, Мелоди Понд, је одвела Дама са повезом на оку, мадам Коваријан. Ривер Сонг одбија да се придружи Доктору, објашњавајући да она не може бити тамо до краја, када он открије њен идентитет. Доктор и Рори обезбеђују базу, ослобађају Ејми и враћају Мелоди. Докторови савезници откривају да Мелоди садржи и људску и ДНК Господара времена, што је резултат њеног зачећа на ТАРДИС-у на Ејмину и Роријеву брачну ноћ. Док се Рори и остали Докторови савезници боре са Безглавим монасима, Доктор сазнаје да је преварен: Мелоди је заменио Ганџер дупликат, а он је закаснио. Ривер Сонг стиже, саопштава њен идентитет Доктору и он одјури у ТАРДИС, обећавајући Ејми и Рори да ће вратити њихову ћерку. Ривер затим обавештава њих двоје да је она у ствари њихова ћерка. „Ривер Сонг” је превод „Мелоди Понд” на језик Гама шуме. |    |                            |                 |                |                     |      |       |
| Други део |    |                            |                 |                |                     |      |       |
| 82 | 8  | „Хајде да убијемо Хитлера” | Ричард Сениор   | Стивен Мофат   | 27. август 2011.    | 2.8  | 8,10  |
| Ејми и Рори позивају Доктора у Лидворт, а он признаје да није пронашао Мелоди. Састају се са Мелс, њиховом пријатељицом из детињства одговорном за Ејмину и Роријеву везу и по коме је Ејми дала име Мелоди. Мелс отима ТАРДИС и доводи до тога да измакне контроли и упадне у Хитлерову канцеларију у Берлину 1938. године. Они случајно спасавају Хитлера, јер су омели Теселекту, робота који мења облик којим управљају минијатуризовани људи да кажњавају криминалце, на задатку да га убије. Пре него што га Рори закључа, Хитлер пуца на Теселекту, али уместо тога погађа Мелс. Међутим, уместо да умре, Мелс почиње да се регенерише у другу инкарнацију коју препознају као Ривер Сонг. Она покушава да убије Доктора неколико пута пре него што га пољуби; открива да је њен руж био помешан са отровом који ће га убити за 32 минута. Теселекта идентификује Ривер као одговорну за Докторову смрт, а тиме и као криминалца, али Ејми и Рори се наговарају их да је не муче и окрећу Теселектине безбедносне роботе против посаде, која се одмах телепортује. Ривер спасава умирућег Доктора одустајући од свих њених преосталих регенерација. |    |                            |                 |                |                     |      |       |
| 83 | 9  | „Ноћни ужаси”              | Ричард Кларк    | Марк Гетис     | 3. септембар 2011.  | 2.4  | 7,07  |
| Доктор, Ејми и Рори долазе у „кућну посету” дечаку по имену Џорџ који се плаши скоро свега, посебно ормана у својој соби. Док Доктор разговара са његовим оцем Алексом, Ејми и Рори се транспортују од лифта до куће за лутке у природној величини у коју су стигли други чланови стамбеног насеља, да би се претворили у лутке. Доктор истражује и Алекс изненада схвата да његова супруга Клер никада није била трудна. Доктор тврди да је Џорџ емпатични ванземаљац који је кроз филтер перцепције преузео облик жељеног детета Алекса и Клер, као и да има способност да закључа своје страхове у орману. Џорџ се успаничи, због чега су Доктор и Алекс увучени у кућу за лутке. Доктор схвата да ако се Џорџ суочи са својим страховима отварањем ормана, свет у кућици за лутке ће бити уништен. Џорџ отвара орман и окружен је луткама због уверења да није пожељан. Алекс грли Џорџа као сина, због чега свет кућице за лутке престаје да постоји, а становници се враћају у свој свет. |    |                            |                 |                |                     |      |       |
| 84 | 10 | „Девојка која је чекала”   | Ник Харан       | Том Мекреј     | 10. септембар 2011. | 2.10 | 7,60  |
| Доктор води Ејми и Рорија на планету Апалапучију, али они откривају да је планета под карантином јер су домороци са два срца подложни смртоносној болести која ће убити заражене у року од једног дана. Они који су заражени болешћу смештени су у убрзани временски ток, омогућавајући им да живе своје животе док су у комуникацији са својим најмилијима. Ејми случајно улази у једну од ових соба и одваја се од Доктора и Рорија. Доктор користи ТАРДИС да је пронађе и Рори одлази да је спаси. Доктор, који има два срца, мора да остане на ТАРДИС-у да се не би заразио. Међутим, они су стигли 36 година касније у Ејмин временски ток и старија Ејми одбија да им дозволи да спасу млађу њу. Међутим, она се касније смекша и Доктор каже да ће обе варијанте Ејми моћи да путују ТАРДИС-ом. Међутим, како се обе Ејми окупљају и спремају да уђу у ТАРДИС, Доктор закључава старију Ејми, објашњавајући Рорију да ТАРДИС неће дозволити овакав парадокс. |    |                            |                 |                |                     |      |       |
| 85 | 11 | „Божји комплекс”           | Ник Харан       | Тоби Вајтхаус  | 17. септембар 2011. | 2.11 | 6,77  |
| ТАРДИС слеће у нешто што изгледа као хотел из 1980-их, који Доктор препознаје као прикривену ванземаљску структуру. Распоред хотела се стално мења, а они убрзо губе ТАРДИС. Упознају друге који су се такође изненада нашли у хотелу: људе Риту, Хауија, Џоа и ванземаљца Гибиса. Једно по једно, Џоа, Хауија и Риту наизглед запоседа чудовиште налик минотауру и мами их како би их убило. Доктор претпоставља да се минотаур хранио одређеном вером коју је свако од њих имао и открива да ће Ејми бити следећа, јер верује у њега. Он је убеђује да одбаци своју веру и чудовиште се сруши и открива се да је хотелско окружење део симулације која се одвија на затворском броду. Доктор враћа Ејми и Рорија на Земљу, верујући да је за њих најбоље да престану да путују са њим пре него што буду убијени. |    |                            |                 |                |                     |      |       |
| 86 | 12 | „Време затварања”          | Стивен Хјуз     | Гарет Робертс  | 24. септембар 2011. | 2.12 | 6,93  |
| Скоро 200 година је прошло за Доктора, а како се ближи својој смрти на језеру Силенсио, одлучује да посети свог пријатеља Крега Овенса. Крег се преселио код своје девојке Софи и њих двоје подижу сина Алфија. Доктор стиже баш када је Софи отишла на одмор и принуђен је да остане и истражи чудне електричне сметње у тој области. Он прати ово назад до робне куће, за коју Доктор и Крег откривају да садржи телепортер до свемирске летелице Киберљуди као и Кибермата. Доктор проналази брод испод зграде и заробљавају га Киберљуди. Крег га прати и скоро се претвара у Киберчовека, али чује како Алфи плаче и враћа снагу да преокрене конверзију. На другом месту, Коваријан и Тишине везују Ривер у астронаутско одело. |    |                            |                 |                |                     |      |       |
| 87 | 13 | „Венчање Ривер Сонг”       | Џереми Веб      | Стивен Мофат   | 1. октобар 2011.    | 2.13 | 7,67  |
| Схватајући да се његова смрт не може избећи, Доктор шаље позивнице на језеро Силенсио за Ејми, Рорија, Ривер, Кантона и Теселекту. Међутим, Ривер у астронаутском оделу одбија да га убије, због чега Земља буде бачена у временску линију где цела историја тече одједном. Проналази га Ејми која је у стању да се сети оригиналног универзума због пукотине у њеном зиду. Доктор је одведен до Ривер, која је свесна да ће се тачно време вратити ако се њих двоје додирну. Ејми схвата ко је Рори и убија Мадам Коваријан јер је узела њихово дете. Доктор, који верује да ће се универзум урушити ако остану у прекинутој временској линији, као што Ривер сугерише, шапуће нешто Ривер на уво и онда се њих двоје венчају. Они се љубе, дозвољавајући универзуму да се врати у нормалу. Касније, Ејми и Рори посећује Ривер, која открива да јој је „Доктор” заправо био Теселекта, док се прави Доктор налазио унутар њега. На другом месту, Доктор упозорава Доријума да ће бити постављено питање које су Тишине покушале да спрече: „Ко је Доктор?”                                                                                               |    |                            |                 |                |                     |      |       |

### Додатне епизоде
Две троминутне мини епизоде под називом „Простор” и „Време” у режији Ричарда Сениора објављене су 18. марта 2011. године, снимљене у оквиру продукцијског циклуса шестог серијала у оквиру Телетона канала BBC One „Дан Црвеног носића” за добротворне сврхе. Епизоде чине причу из два дела, смештену у потпуности у ТАРДИС-у, у којој глуме Мет Смит као Доктор, Карен Гилан као Ејми Понд и Артур Дарвил као Рори Вилијамс, а написао их је главни сценариста програма Стивен Мофат.
| Бр. еп. | Наслов                   | Редитељ       | Сценариста                       | Премијера        |
| --- | ------------------------ | ------------- | -------------------------------- | ---------------- |
| 1 | „Простор” и „Време”      | Ричард Сениор | Стивен Мофат                     | 18. март 2011.   |
| Епизоде чине причу из два дела, смештену у потпуности у ТАРДИС-у у којој глуме Мет Смит као Доктор, Карен Гилан као Ејми Понд и Артур Дарвил као Рори Вилијамс, а написао их је главни писац програма Стивен Мофат. Имали су 10,26 милиона гледалаца. |                          |               |                                  |                  |
| 2 | „Смрт је једини одговор” | Џереми Веб    | Ученици основне школе "Храстово" | 1. октобар 2011. |
| Победнички сценарио у такмичењу „Сценариом до екрана” који су написали ученици основне школе „Oakley Church of England”. |                          |               |                                  |                  |
| 3 | Ноћ и Доктор             | Ричард Сениор | Стивен Мофат                     | 1. октобар 2011. |
| Серијал од пет мини-епизода произведен за и комплет 6. серијала. |                          |               |                                  |                  |

### Преднаставци
Бројни кратки видео снимци преднаставци су објављени на интернету пре емитовања одабраних епизода.
| Бр. еп. | Наслов                                  | Редитељ       | Сценариста     | Премијера           |
| --- | --------------------------------------- | ------------- | -------------- | ------------------- |
| 1 | „Немогући астронаут” преднаставак       | TBA           | Стивен Мофат   | 25. март 2011.      |
| Никсон прима телефонски позив од девојчице која га стално зове у епизоди. Она моли председника да погледа иза себе, али он је пита како је добила његов број, који јој је „свемирски човек” рекао. Она му каже да је реч о чудовиштима, на шта он одговара: „Млада дамо, нема чудовишта у Овалној соби”. Затим спушта слушалицу и наслања се. Иза њега стоји Тишина која није у фокусу.                                                                |                                         |               |                |                     |
| 2 | „Проклетство црне тачке” преднаставак   | TBA           | Стивен Томпсон | 30. март 2011.      |
| Постоји кратка монтажа атмосферских снимака гусарског брода, премоштена нарацијом у облику дневника капетана Ејверија за „Први април 1699. добар брод Фенси”. Ејвери описује како је његов брод умирен осам дана, а посаду један по један преузима „непријатељ”. Страхује да су сви тамо осуђени на смрт. |                                         |               |                |                     |
| 3 | „Добар човек иде у рат” преднаставак    | Маркус Вилсон | Стивен Мофат   | 28. мај 2011.       |
| Доријум разговара са два Безглава монаха. Даје им мозак Џадуна који садржи безбедносни протокол који је потребан монасима. Доријум им каже да зна шта смерају, пошто је чуо гласине по околини. Пита их: „Све ово, да затворите једно дете? О, знам шта намеравате, чујем све на овом месту. Чујем чак и гласине чије сте дете отели. Јесте ли полудели? Јесте ли чули приче о Доктору? Шта је човек урадио? Нек нам је Бог у помоћи ако га наљутите!” |                                         |               |                |                     |
| 4 | „Хајде да убијемо Хитлера” преднаставак | Стивен Хјуз   | Стивен Мофат   | 15. август 2011.    |
| Ејми зове Доктора и оставља му поруку на ТАРДИС-овој секретарици, молећи га да пронађе њено дете, Мелоди. Иако Ејми зна да ће Мелоди одрасти у Ривер Сонг, не жели да пропусти да је види како расте. Док завршава своју поруку, открива се да је веома узнемирени Доктор слушао, али није подигао слушалицу, иако га је Ејми молила. |                                         |               |                |                     |
| 5 | „Венчање Ривер Сонг” преднаставак       | Маркус Вилсон | Стивен Мофат   | 24. септембар 2011. |
| У области 52 где је сат заглављен у 17:02 Тишина се држи у стази, а Ривер Сонг носи повез на оку на исти начин као и мадам Коваријан. |                                         |               |                |                     |

## Избор глумаца
Мет Смит, Карен Гилан и Артур Дарвил наставили су да тумаче своје улоге Доктора, Ејми Понд и Рорија Вилијамса. Дарвил се у претходном серијалу појавио епизодно у седам епизода, а као сапутник у шест од тих седам, али је унапређен у главну поставу у овом серијалу. Држао је палчеве да се ово деси.
Алекс Кингстон се вратила улози Ривер Сонг. Иако Кингстонова није очекивала да се врати након 5. серијала, Мофат је одувек намеравао да се Ривер врати у серију. Џејмс Корден је такође поново тумачио улогу Крега Овенса из епизоде „Подстанар” у епизоди „Време затварања”, а Сајмон Кало је на кратко поново тумачио улогу Чарлса Дикинса из епизоде „Немирни мртви” у првом серијалу, а и Ијан Мекнис је накратко поново тумачио улогу Винстона Черчила из епизоде „Победа Далека” из петог серијала. Малу Ејми је тумачила Гиланина једанаестогодишња сестра од тетке Кејтлин Блеквуд у епизодама „Хајде да убијемо Хитлера” и „Божји комплекс”. Гиланова и Блеквудова су се упознале на снимању петог серијала, али, иако је Блеквудова морала на аудицију, Гиланова ју је препоручила за улогу.
У специјалу „Божићна прича” појавили су се Мајкл Гамбон и Кетрин Џенкинс као Казран Сардак и Абигејл. У серијалу су се појавили Мајкл Шин као глас „Куће” у епизоди „Докторова супруга”, Имелда Стонтон као глас „Интерфејса” у епизоди „Девојка која је чекала”, Сарен Џоунс као Идрис у епизоди „Докторова супруга”, Дејвид Валијамс као Гибинс у епизоди „Божји комплекс”, Хју Бонвил и Лили Кол као Хенри Ејвери и „Сирена” у епизоди „Проклетство црне тачке”, Марк Шепард као Кантон у епизодама „Немогући астронаут” и „Дан Месеца”, и Данијел Мејс као Алекс у епизоди „Ноћни ужаси”. Међу осталим глумцима који су гостовали су Вилијам Морган Шепард, Чуквуди Ивуџи, Стјуарт Милиган, Кери Шејл, Ли Рос, Марк Бонар, Сара Смарт, Маршал Ланкастер, Ракел Кесиди, Кристина Чонг, Дени Сапани, Сајмон Фишер-Бекер, Ричард Дилејн, Нина Таусент-Вајт, Амара Каран, Димитри Леонидас, Сајан Вилијамс, Бил Турнбул, Мередит Вира и сценариста Марк Гетис.

## Продукција

### Развој
Шести серијал је наручен у марту 2010. пре него што је пети емитован. Ни Питер Бенет ни Трејси Симпсон нису се вратили као продуценти, а Сан Воленберг је покрила улогу у специјалу „Божићна прича” и прве две епизоде снимљене за главни серијал („Докторова супруга” и „Ноћни страхови”). Маркус Вилсон је продуцирао све друге епизоде осим „Времена затварања” где је Дениз Пол била продуценткиња, а Вилсон је потписан као „продуцент серијала”. Продукцијског дизајнера Едварда Томаса заменио је Мајкл Пиквад. Главни сценариста и извршни продуцент Стивен Мофат изјавио је да је сврха претходног серијала била да „увери” публику да је серија још увек иста, упркос многим променама у продукцији. Међутим, желео је да овај серијал буде више попут „воза духова” и да „забрине” публику. Шести серијал је много серијализованији од претходних. Природа вођена луком била је подстрекнута позитивним реаговањима обожавалаца када се Доктор из завршнице петог серијала „Велики прасак” појавио у ранијој епизоди „Месо и камен”. Мофат је одлучио да „одмори” Докторове највеће непријатеље Далеке у овом серијалу, јер их је улога „најчешћих” непријатеља серије учинила „најпоузданијим непријатељима у универзуму”.
Серијал наставља да гради мистерију Тишине која је представљена у петом серијалу. Мофат није желео да прекине лук у претходном серијалу јер је сматрао да би било „забавније” да га настави. Мофат је откровење о Ривер Сонг планирао „дуго времена”. Када је створио Ејмин лик, изабрао је „Понд” за њено презиме да би направио везу. Мофат је намеравао да „одговор буде сложен као и питање”. Мофат је обавестио Кингстонову о тајнама њеног лика на крају претходног серијала и она није смела никоме да каже. Смит, Гиланова и Дарвил нису били свесни идентитета њеног лика. Сонгин идентитет је држан у строгој тајности. Сценарио прочитан на читању за епизоду „Добар човек иде у рат” имао је лажан завршетак, а само неколицини одабраних је издат прави сценарио.

### Писање
Метју Грејем није могао да напише епизоду како је било предвиђено за пети серијал јер није веровао да ће имати довољно времена. Мофат га је затим замолио да напише дводелну епизоду „Побуњеничко месо”/„Скоро људи”. Нил Гејман је написао „Докторову супругу” за претходни серијал, али је због ограничења буџета замењена „Подстанаром”. Ово је захтевало промене у сценарију, међу којима и додавање Рорија као сапутника. Током продукцијског процеса мењан је редослед треће, четврте и девете епизоде. „Проклетство црне тачке” је замењено „Ноћним ужасима” јер је Мофат сматрао да је друга половина серијала превише мрачна. Ово је захтевало мање измене да би се епизоде уклопиле у причу, посебно у „Ноћним ужасима”.
Мофат је желео да започне серијал дводелном епизодом која би имала тежину и шири обим у заплету. Такође је имао за циљ да од њих направи неке од најмрачнијих епизода. Насупрот томе, следећа епизода „Проклетство црне тачке” омогућила би ликовима да се „ослободе и забаве”. Гејманова епизода се заснивала на ТАРДИС-у и дозвољавала је Доктору и ТАРДИС-у да разговарају једно са другим. Грејемова дводелна епизода требало је да буде увод за епизоду „Добар човек иде у рат”, завршницу средине серијала, али да има главну радњу о „аватарима који се побуне”. Грејем је преузео Мофатов став и додао многе своје аспекте као што су манастирско окружење и Месо. Затим, поред откривања ко је Ривер Сонг, „Добар човек иде у рат” представља стање Доктора који је типично био мирољубив и који је био довољно испровоциран да окупи војску. Мофат је описао крај као „неизвесност која мења игру” и поделио је серијал на два дела јер такав врхунац није могао да се уради на крају серијала јер би „прошло предуго пре почетка новог”.
Премијера средине серијала „Хајде да убијемо Хитлера” требало је да буде супротна „мрачном” тону прве епизоде серијала. Марк Гетис је написао „Ноћне ужасе” као застрашујућу епизоду, изненађен што лутке нису раније коришћене у Доктору Хуу. „Девојка која је чекала” је светлија епизода и епизода у којој глумац који игра Доктора није потребан током већег дела снимања што је Тому Мекреју омогућило да истражи Ејмин и Роријев лик и однос. Концепт „Божјег комплекса” је првобитно предложио Тоби Вајтхаус за пети серијал, али је одбачен пошто је Мофат сматрао да је превише сличан причама у том серијалу. Претпоследња епизода „Време затварања” је наставак епизоде „Подстанар” из петог серијала и омогућава Доктору да се забави док се приближава финалу. Сценариста Гарет Робертс је такође желео да врати Киберљуде пошто у серијалу није било других чудовишта која се враћају и мислио је да „треба да постоји осећај историје о Докторовој последњој бици да спасе Земљу пре него што крене да дочека своју смрт”. Завршницу је Мофат описао као „велику вожњу тобоганом смрти лудила Доктора Хуа” и да закључује Докторов лук смрти, иако намерно оставља неке мистерије.

### Музика
Мареј Голд је компоновао музику за овај серијал, уз оркестар Бена Фостера.

### Снимање
„Ноћни ужаси” је била прва епизода серијала која је снимљена у септембру 2010. године. Углавном је сниман на општинском имању у Бристолу, а неке сцене су снимљене у Дирам Парку. Снимање „Докторове супруге” такође је почело у септембру, а део је одрађен у октобру. Дводелна уводна прича је делимично снимљена у Сједињеним Државама, што је било прво снимање тамо. Снимано је у Јути у новембру 2010. године. Причу је копродуцирао BBC America који је обезбедио додатни новац за снимање у Сједињеним Државама. „Побуњеничко месо” и „Скоро људи” су снимани од краја новембра 2010. до јануара 2011. године, а део ових епизода је снимљен у замку Кајрфили. „Проклетство црне тачке” је снимано у Корнволу као и у студију Upper Boat, док су неке сцене епизоде „Добар човек иде у рат” снимљене у хангару у Кардифу и почели су да се снимају средином јануара 2011. године. „Божји комплекс” је углавном сниман на изграђеним хотелским сетовима, а нискобуџетна „Девојка која је чекала” намерно је смештена у „велике беле кутије”. „Време затварања” је снимано ноћу у робној кући, као и у приватној кући у Кардифу, а неки извештаји показују да је снимано у марту 2011. године. Сцене Берлина из епизоде „Хајде да убијемо Хитлера” снимљене се у Свонзију и Кардифу. Снимање је завршено 29. априла 2011. епизодом „Венчање Ривер Сонг”, иако је једна сцена из „Хајде да убијемо Хитлера” одложена и снимљена је тек 11. јула исте године.

## Издања

### Промоција
Први трејлер за шести серијал приказан је непосредно после „Божићне приче”. У децембру 2010. BBC America је почео да емитује промоције за нови серијал са Смитом и Гилановом у својим улогама, најављујући да су слетели у Америку. Трејлер од 15 секунди приказан је на каналу BBC One у 21:00 час 22. марта 2011. године. Након тога је уследио једноминутни трејлер 30. марта исте године. BBC America је потом објавио једноминутни трејлер 1. априла. Поред тога, два радио трејлера су емитована у Уједињеном Краљевству у априлу.
Дана 10. јуна 2011. BBC је објавио кратак трејлер од 30 секунди за другу половину серијала. Смит и Гиланова заједно са извршним продуцентима Пирсом Венгером и Бет Вилис и сценаристом „Божјег комплекса” Тобијем Вајтхаусом присуствовали су 2011. на Међународној стрип конвенцији у Сан Дијегу крајем јуна како би промовисали другу половину серијала. Тамо је приказан једноминутни трејлер и клип из „Божјег комплекса”. Трејлер од 40 секунди објављен је 4. августа 2011. на каналу . Трејлер од 30 секунди објављен је 12. августа 2011. на каналу . Алтернативни трејлер је емитован на CBBC-у у августу 2011. године.
Поред тога, BBC је објавио преднаставке на званичном сајту Доктора Хуа да би промовисао неке од епизода. Први за „Немогућег астронаута” објављен је 25. марта 2011. године. Након тога су објављени преднаставци за промовисање епизода „Проклетство црне тачке”, „Добар човек иде у рат”, „Хајде да убијемо Хитлера” и „Венчање Ривер Сонг”.

### Емитовање
Серијал је подељен на две половине, првенствено из разлога приповедања, а првих седам епизода је емитовано почетком 2011. а преосталих шест касније током године. Прва половина је емитована у Уједињеном Краљевству на каналу BBC One од 23. априла 2011. а друга од 27. августа.
У Сједињеним Државама, шести серијал је почео да се емитује на каналу BBC America 23. априла. Након „Божићне приче”, ово је био први пуни серијал који је емитована истог дана у САД као и Великој Британији. Међутим, епизоде „Скоро људи” и „Добар човек иде у рат” одложени су за недељу дана због очекиваног малог броја ТВ гледалаца током викенда за Дан сећања. Space је премијерно емитовао серијал од 23. априла за канадске гледаоце, а „Немогући астронаут” је емитован у Аустралији на каналу ABC1 30. априла. Серијал је почео да се приказује на Новом Зеланду на Prime-у 19. маја 2011. године. Друга половина серијала, која почиње епизодом „Хајде да убијемо Хитлера”, емитована је 27. августа 2011. на каналима BBC America и Space. ABC1 је започео емитовање другог дела серијала 3. септембра.
Нека међународна приказивања, међу којима и приказивање на BBC America, садржала су посебно уводно приповедање Ејми која објашњава концепт серијала пре уводних шпица. Мофат је замољен да напише ово приповедање и назвао га је „проклето добром идејом” јер би га учинила доступном новој публици, упркос томе што је приметио да се то не би свидело непоколебљивим обожаваоцима. Претходни директор серије Расел Т. Дејвис је такође био обожавалац ове секвенце.

### Кућна издања
Све епизоде из прве половине серијала (од „Немогућег астронаута” до епизоде „Добар човек иде у рат”) објављене су 11. јула 2011. на DVD и Blu-ray форматима под називом Доктор Ху: Шести серијал, Први део. У овај комплет су укључене две краткометражне епизоде под називом „Досијеи чудовишта” које су се бавиле Тишином и Ганџерима. Издање Доктор Ху: Шести серијал, Други део које покрива епизоде од „Хајде да убијемо Хитлера” до „Венчања Ривер Сонг” објављено је на DVD и  форматима 10. октобра 2011. године. Такође је садржало две епизоде „Досијеа чудовишта” о Антителима и Киберматима. Комплет са 6 дискова који садржи свих 13 епизода серијала и „Божићну причу” објављен је 21. новембра 2011. у Региону 2, 22. новембра у Региону 1, 1. децембра 2011. у Региону 4. Ограничено издање комплета је такође објављено у Британији са уздигнутом сликом Тишине на насловној страни и пет 3Д уметничких картица. Посебне карактеристике које су укључене у DVD комплете су коментари на пет епизода, „Простор” и „Време”, преднаставци, трејлери, „Досијеи чудовишта” и скраћене варијанте пратећих епизода серијала Доктор Ху: Поверљиво. Такође је укључен и серијал Ноћ и Доктор који се састоји од пет мини-епизода направљених за DVD.

## Пријем

### Гледаност
„Божићна прича” је остварила коначни рејтинг од 12,11 милиона гледалаца у Уједињеном Краљевству што је четврти најгледанији божићни специјал иза „Путовања проклетих”, „Следећг Доктора” и другог дела „Краја времена”. Гледаност серије је драматично порасла када се узму у обзир временски померени гледаоци. „Немогући астронаут” је премијерно приказан са консолидованом цифром од 8,86 милиона гледалаца у Уједињеном Краљевству, и наводно је био најснимљенији телевизијски догађај свих времена. Такође је примио 1,379 милиона захтева на BBC-овом онлајн iPlayer-у за месец април. Серијал је имао сталну гледаност од седам милиона, а најниже оцењена епизода је била „Скоро људи” са 6,72 милиона гледалаца.
Серијал је такође добио снажан индекс уважавања, а све епизоде осим „Божићне приче” су у категорији „одличан” са оценом од 85 или више. Док су „Немогући астронаут” и „Добар човек иде у рат” достигли 88, а завршница је постигла само 86 у поређењу са 88, 89 и 91 у завршницама претходних серијала након оживљавања серије.
У Канади на каналу Space, „Немогућег астронаута” је погледало 538.000 гледалаца и био је најгледанија епизода на каналу и најгледанија телевизијска емисија до тог тренутка у 2011. години. На каналу BBC America у Сједињеним Државама, „Немогући астронаут” је био најгледанији телевизијски програм на каналу са 1,3 милиона гледалаца, који се повећао на 1,8 милиона када се узму у обзир DVR снимци. Друга половина серијала са Топ гиром и Лутером допринела је да трећи квартал 2011. буде најгледанији на каналу . Доктор Ху је такође постао најпреузиманија серија у 2011. на iTunes-у у САД, а 6. серијал је био на врху списка.

### Критички пријем
Веб локација за прикупљање рецензија Rotten Tomatoes даје серији рејтинг одобравања од 100%, са пондерисаним просеком од 9,04 од 10.
Осврћући се на прву половину серијала, Дејв Голдер из SFX-а је похвалио промену у правцу који је Мофат узео са серијом, назвавши је „визуелно задивљујућијом и приповедачки вреднијом од било чега што смо имали раније”. Ден Мартин из The Guardian-а био је позитиван према првих шест епизода, упркос томе што је „Проклетство црне тачке” назвао „протраћеном приликом” и напоменуо да би био ризик превише серијализовати причу. Посебно је похвалио начин на који су се Ејми, Рори и Доктор развили од последњег серијала.
Сем Мекферсон из Zap2it-а је рекао да је, упркос неколико „промашаја”, шести серијал био „најјачи” од оживљавања серије 2005. године. Упркос томе што јој се последња епизода серијала није допала као закључак, Нила Дебнат из The Independent-а је похвалила развој ликова у серијалу, као и „филмски квалитет”. Такође је била позитивна према динамици између Доктора, Ејми и Рорија јер се разликовала од других ликова виђених раније у серији, а наставак са истим ликом омогућио је да се серијал осећа „вишеслојније”. Чарли Џејн Андерс из io9 описала ју је као „од најамбициознијих и структурно најамбициознијих ера у историји Доктора Хуа” и похвалила начин на који се прича вртела око Доктора. Андерсова је у рецензији DVD издања прокоментарисала да су „инвентивност и бистрина” саставни део шестог серијала, а епизоде као што су „Докторова супруга” и „Божји комплекс” ће се сматрати класицима. Она је похвалила Мофатово писање док је коментарисала чињеницу да првенствене приче серијала, међу којима су и Ејмина трудноћа, детињство Ривер Сонг и завера за убиство Доктора, нису биле довољно задовољавајуће када је поново гледала серијал. Андерсова није сматрала Ејми и Ривер посебно „уверљивим ликовима”. Џон Синот са веб-сајта DVD Talk дао је серијалу четири од пет звездица, сматрајући да „[није] достигао висине” петог серијала, али је „и даље био прилично добар (и светлосним годинама испред било које друге научно-фантастичне серије која је тренутно у продукцији)”. Упркос томе што је приметио да је крајње решење „духовито, непредвидиво... и веома задовољавајуће”, он је навео да су подзаплети „мало замршени” и потенцијално збуњујући, као и да „изгледа да у великој мери одбацују мистерију сезоне о особи у свемирском оделу и [усредсређују се] на друге чудне догађаје”. Такође је приметио да су заплети узастопних епизода „Ноћни ужаси”, „Девојка која је чекала” и „Божји комплекс” били слични.
Рецензирајући цео серијал, Ијан Бериман из SFX-а био је критичнији, дајући му три и по од пет звездица. Он је критиковао лук приче, сматрајући га превише сложеним, а решење незадовољавајућим, и приметио да му недостаје „емоционални утицај”. Андерсова је сматрала да је ток приче, посебно завршница, патио од тога што Ејми и Ривер нису приказане као уверљиви ликови. Веб-сајт Digital Spy прогласио је Доктора Хуа осмом најбољом серијом у 2011. сматрајући да серијал изазива „помешана осећања” са епизодама различитог квалитета, али је уопштено похвалио глуму: „Мет Смит је пуцао на све цилиндре – има самопоуздање које долази са сазнањем да сте хит код гледалаца – док је Рори Артура Дарвила бриљирао у својој првој години као главни лик”. Гавин Фулер из The Daily Telegraph-а написао је да је „Венчање Ривер Сонг” имало „неуједначен завршетак помало неуједначеног серијала која је понекад био у опасности да се превише компликује, али је и даље била једна од најмаштовитијих и најизразитијих серија на телевизији”. Гледаоци и штампа су такође критиковали серијал због тога што је био „превише застрашујућ” за малу децу, „превише сложен”, и ризиковао да отуђи просечне гледаоце. Арнолд Т. Блумбург из IGN-а је изјавио да је шести серијал „подстрекао озбиљно подељене реакције у клубу обожавалаца” и, по његовом мишљењу, „серијал никада није био неуједначеније написан или емоционално удаљенији”.